# Scrophularia pyrenaica
Scrophularia pyrenaica är en flenörtsväxtart som beskrevs av George Bentham. Scrophularia pyrenaica ingår i släktet flenörter, och familjen flenörtsväxter. Inga underarter finns listade i Catalogue of Life.